# 卡兰德
卡兰德 （/ˈkæləndər/）是位于苏格兰斯特灵议会区的一个小镇。该镇坐落在泰斯河畔，地处苏格兰第一处国家公园——罗梦湖和朝塞斯山国家公园的东门，在历史上曾属珀斯郡，如今是往返苏格兰高地的热门旅行停留地。
位于市镇广场上的圣凯索格教堂是卡兰德镇的地标建筑。它是一座建于19世纪的哥特式教堂，名称来源于公元6世纪在该地区传教的爱尔兰传教士。1985年，教堂关闭。1990年至2006年间，它成为了游客中心，人们可以在这里欣赏当地民间英雄罗布·罗伊的故事。2006年，它成为了苏格兰拉诺德部族基金会的总部。

## 语源
据语言学家们推测，卡兰德（Callander）可能来自该镇的苏格兰盖尔语名称：“Calasraid”。其中“cala”意为港口、渡口，“sràid”意为通往渡口的路或街道。15世纪之后的文献记录了诸如“Kalendrech”、“Calendrate”和“Calindrade”等拼写方式，可以视为苏格兰盖尔语的不同转写形式。也有其他学者认为，这个地名可能来源于16世纪左右福尔柯克的同名卡兰德伯爵（英语：Earl of Callendar），卡兰德镇现在的拼写形式很可能受到该伯爵名的影响。

## 历史
2001年，考古学家们在卡兰德镇南部发现了一个新石器时代的人类定居点，出土了一根25米长的木制横梁以及一些陶器。在该镇的农场附近，可以看到在公元1世纪前后，古罗马将领阿古利可拉留下的防御城墙遗址。
1858年7月1日，卡兰德开通铁路，成为了邓布兰支线的终点站。1870年6月1日，连接卡兰德与奥本的火车线路开通，卡兰德的第二个火车站也投入运营。1965年11月5日，该线路废弃，现在成为了英国国家自行车网络（路线7）的一部分。而拆除的铁轨材料则被用于建造1968年墨西哥城夏季奥运会的铁道交通系统。

## 著名人物
- 海伦·邓肯（英语：Helen Duncan）（1897年11月25日 – 1956年12月6日） 英国最后一位在二战期间被捕，并被不列颠“巫术法案”判刑的女巫。[8]

## 节日
- 特罗萨克斯啤酒节（每年8月末至9月初）[9]
- 爵士和布鲁斯音乐节（每年9月末或10月初的周五至周日）[10]

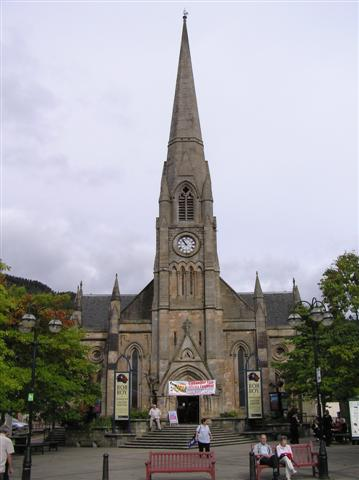
原圣凯索格教堂（Saint Kessog）

## 明信片上的卡兰德

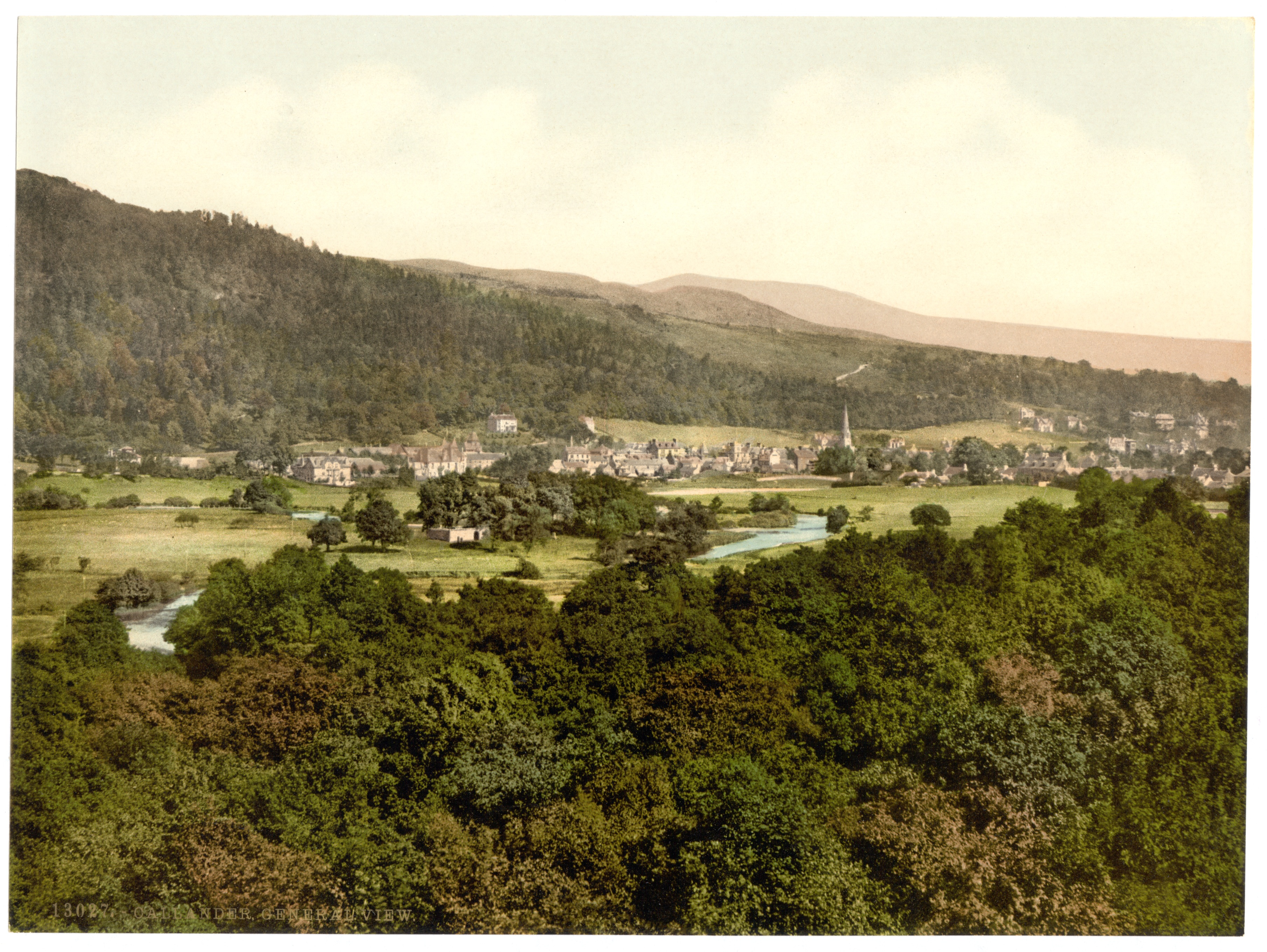
卡兰德全貌
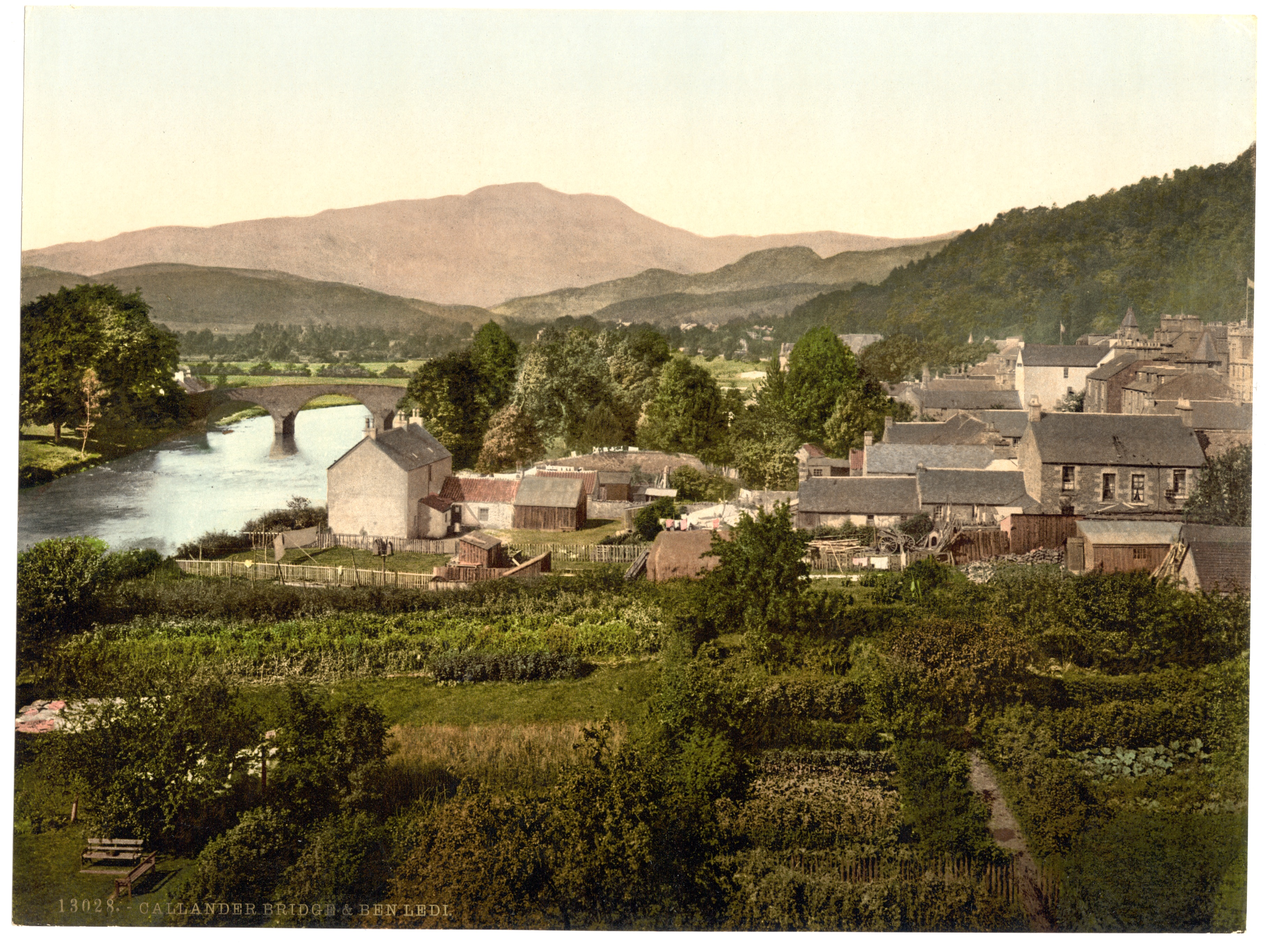
卡兰德桥
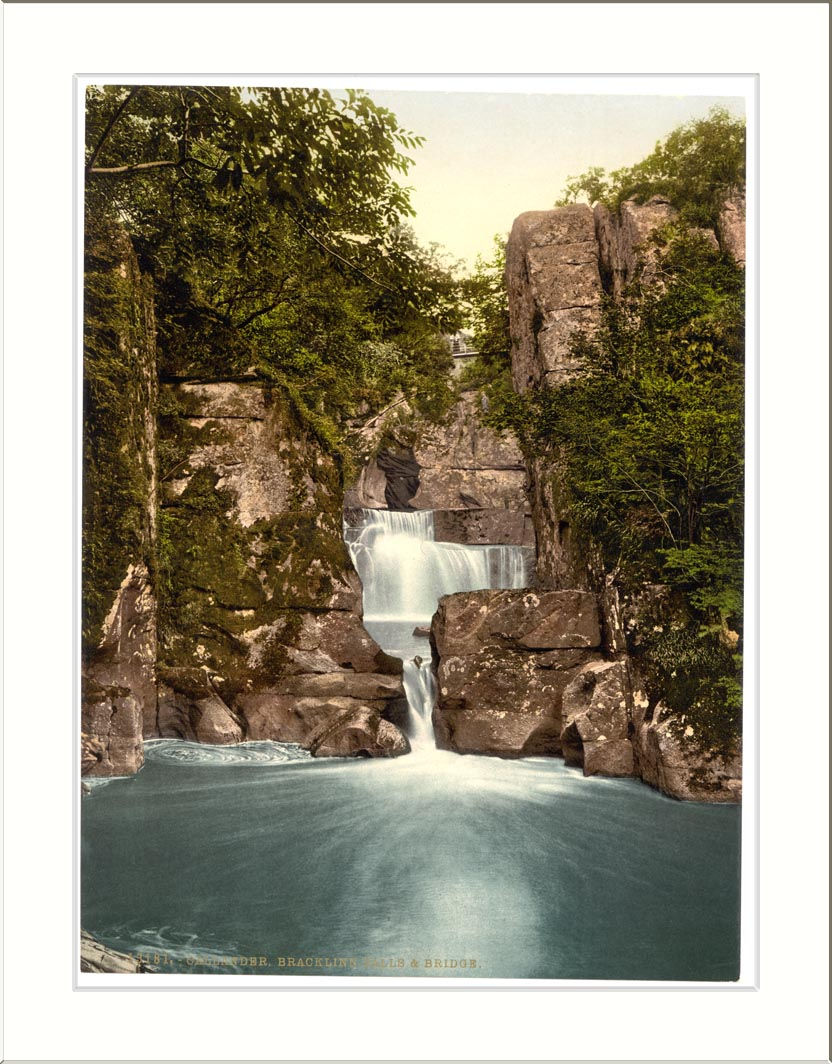
瀑布